# Municipio de May (condado de Christian)
El municipio de May (en inglés: May Township) es un municipio ubicado en el condado de Christian en el estado estadounidense de Illinois. En el año 2010 tenía una población de 1581 habitantes y una densidad poblacional de 16,76 personas por km².

## Geografía
Según la Oficina del Censo de los Estados Unidos, el municipio tiene una superficie total de 94.3 km², de la cual 94,11 km² corresponden a tierra firme y (0,21 %) 0,19 km² es agua.

## Demografía
Según el censo de 2010, había 1581 personas residiendo en el municipio de May. La densidad de población era de 16,76 hab./km². De los 1581 habitantes, el municipio de May estaba compuesto por el 97,98 % blancos, el 0,44 % eran afroamericanos, el 1,01 % eran asiáticos, el 0,13 % eran de otras razas y el 0,44 % eran de una mezcla de razas. Del total de la población el 0,63 % eran hispanos o latinos de cualquier raza.